# Cornelia Giese
Cornelia „Conny“ Giese (* 4. Januar 1959 in Berlin; † 19. Februar 2000) war eine deutsche Jazzsängerin und Komponistin, die zur Wiener Szene gehörte.

## Leben und Wirken
Giese, die seit ihrem zehnten Lebensjahr in Wien lebte, erhielt eine Ausbildung an der Jazzabteilung des Bruckner-Konservatoriums. Mitte der 1990er Jahre sang sie im Improvisationsensemble Voces spontane, das teilweise um die Bassisten Achim Tang und Johannes Strasser erweitert wurde. Weiterhin trat sie mit dem Vienna Art Orchestra auf, etwa 1997 beim Jazzfestival Saalfelden, und mit der NDR-Bigband. 1998 veröffentlichte sie mit ihrem ständigen Trio und Gästen ein erstes Album, dessen Songs teilweise von ihr selbst verfasst wurden. Sie lehrte Jazzgesang am Wiener Franz Schubert Konservatorium.
Anlässlich eines Memorial-Konzerts für Giese entstand die Idee, einen sozialen Hilfsfonds des Austrian Music Office für freischaffende Jazzmusiker einzurichten, der nach der Sängerin benannt wurde. Postum produzierte 2001 Gieses Lebenspartner Johannes Strasser die CD Cornelia Giese – Lembranca, ein Livemitschnitt der Künstlerin mit dem Fritz-Pauer-Trio aus dem Radiokulturhaus in Wien vom 27. Februar 1999. Ihre Kompositionen werden weiterhin international aufgeführt.  In Wien-Penzing ist seit 2007 der Cornelia-Giese-Platz nach ihr benannt.

## Diskographische Hinweise
- Rainsong (mit Robert Schönherr, Johannes Strasser, Mario Gonzi, Klaus Dickbauer, Fritz Pauer; PG Records 1997)
- Lembranca (mit Fritz Pauer, Johannes Strasser, Joris Dudli; PG Records 1999)